# Иван Вучковић
Иван Вучковић (Смедеревска Паланка, 20. августа 1970) српски је телевизијски и филмски глумац.

## Биографија
Иван Вучковић рођен је 20. августа 1970. у Смедеревској Паланци. Глумом је почео да се бави са десет година старости, а у сезони 1984/85. проглашаван је најбољим младим глумцем дечје сцене Србије. Године 2004. појавио се у играној телевизијској серији Трагом Карађорђа, док је две године касније тумачио лик Стевана Синђелића у филму Битка на Чегру. Касније је играо и вожда Карађорђа у остварењу Црна Зора, које је затворило 42. Филмске сусрете у Нишу. Како није стекао формално глумачко образовање, неко време се није бавио тим позивом, док је 2010. године прошао кастинг за серију Село гори, а баба се чешља, сценаристе и редитеља Радоша Бајића. У том подухвату добио је улогу младог свештеника Ђорђа. Са њим је касније сарађивао и на пројекту Равна Гора, те филму За краља и отаџбину рађеном по мотивима серије, а потом се појављивао и у серијама Шифра Деспот, односно Пси лају, ветар носи. У међувремену, играо је у документарним садржајима у продукцији Радио-телевизије Србије. Године 2019. добио је улогу у подели играног филма Милојев дар, редитељке Бранке Бешевић Гајић.
Вучковић такође тумачи лик Карађорђа у сценском приказу Карађорђе којекуде.

## Филмографија
| Год.       | Назив                              | Улога                      |
| ---------- | ---------------------------------- | -------------------------- |
| 2004.      | Трагом Карађорђа                   | војвода Радоје Трнавац     |
| 2006.      | Битка на Чегру                     | војвода Синђелић           |
| 2007.      | Црна Зора                          | вожд Карађорђе             |
| 2010—2017. | Село гори, а баба се чешља         | поп Ђорђе                  |
| 2011—2012. | Знакови поред пута                 |                            |
| 2013.      | Врата Србије: Мојсињска Света гора | Бертрандон де ла Брокијер  |
| 2013—2014. | Равна Гора                         | мајор Миодраг Палошевић    |
| 2015.      | За краља и отаџбину                | мајор Палошевић            |
| 2016—2018. | Српски јунаци средњег века         | Змај Огњени Вук            |
| 2018.      | Убице мог оца                      | власник клуба              |
| 2018.      | Шифра Деспот                       | свештеник Ђорђе            |
| 2019.      | Милојев дар                        | пуковник Никола Стефановић |
| 2019.      | Синђелићи                          | Раша                       |
| 2019.      | Пси лају, ветар носи               | министар Карајовић         |
| 2019.      | Црвени месец                       | Леон Којен                 |
| 2023.      | Сложна браћа — Next Đeneration     | Лазар Хребељановић         |
| 2023.      | Хероји Халијарда                   | Никола Калабић             |